# كلوستريديوم حراري زبدي
كلوستريديوم ثيرموبيوتيريكام أو كلوستريديوم حراري زبدي (نسبة إلى إنتاج هذا الكائن الحي للبيوتيرات تحت الظروف المحبة للحرارة) هو نوع من البكتيريا من فصيلة كلوستريدياسيا.